# Triclosan
Triclosan (též triklosan, systematický název 5-chlor-2-(2,4-dichlorfenoxy)fenol) je silné protibakteriální a protihoubové činidlo. Ovšem mýdlo ani jiné výrobky s triclosanem nemají proti bakteriím lepší účinnost, ale naopak při výskytu Triclosanu v těle se zvyšuje odolnost (rezistence) bakterií proti léčbě antibiotiky.

## Chemická struktura a vlastnosti
Tato organická látka je bílý prášek slabého aromatického/fenolového pachu. Je to chlorovaná aromatická sloučenina, obsahující jak etherové, tak fenolové funkční skupiny. Fenoly mají často antibakteriální vlastnosti. Triclosan je jen mírně rozpustný ve vodě, ale dobře se rozpouští v ethanolu, diethyletheru a silných zásadách, například 1M hydroxidu sodném. Triclosan lze získat částečnou oxidací benzenu nebo kyseliny benzoové, kumenovým procesem nebo Raschigovým procesem. Vyskytuje se také jako produkt oxidace uhlí.

## Použití
Triclosan se přidává do mýdel (0,15–0,30 %), deodorantů, past na zuby, holicích krémů, ústních vod a čisticích prostředků. Je též napouštěn do čím dál většího počtu spotřebitelských výrobků, například kuchyňských nástrojů, hraček, ložního prádla, ponožek a odpadkových pytlů. Triclosan se jevil účinným ve snižování bakteriální kontaminace rukou a ošetřených předmětů. Sprchování nebo koupání ve 2% triclosanu se nedávno stalo doporučeným režimem pro dekolonizaci pacientů, jejichž kůže je osídlena bakterií Staphylococcus aureus rezistentní na meticilin (Meticilin-rezistentní zlatý stafylokok, MRSA), a to po úspěšném zvládnutí bujení MRSA v několika zdravotnických zařízeních.
Triclosan je regulován americkými úřady FDA a EPA, stejně tak i Evropskou unií. Při zpracování odpadních vod část triclosanu degraduje, zbytek je pohlcen do kalu nebo odtéká s pročištěnou vodou. V životním prostředí může být rozkládán mikroorganismy nebo reagovat vlivem slunečního záření za vzniku různých sloučenin, včetně chlorfenolů a dioxinů, nebo se může navázat na částice, které se usazují na dně vodního sloupce a tvoří sediment. Triclosan byl roku 2002 nalezen v sedimentu švýcarského jezera Greifensee, který byl tehdy více než 30 let starý – to naznačuje, že se triclosan rozkládá a mizí ze sedimentu velmi pomalu. Patent na triclosan získala roku 1964 švýcarská firma Ciba-Geigy (nyní Novartis).

## Mechanismus účinku
Při používaných koncentracích funguje triclosan jako biocid s více cytoplazmatickými a membránovými cíli. V nižších koncentracích je však triclosan jen bakteriostatický a působí na bakterie hlavně inhibicí syntézy mastných kyselin. Triclosan se váže na bakteriální reduktázu nosiče enoyl-acyl bílkoviny (ENR), která je kódována v genu FabI. Tato vazba zvyšuje afinitu enzymu k nikotinamidadenindinukleotidu (NAD+). To vede k tvorbě stabilního ternárního komplexu ENR-NAD+-triclosan, který se nemůže účastnit v syntéze mastných kyselin. Mastné kyseliny jsou nezbytné pro reprodukci a stavbu buněčných membrán. Člověk nemá enzym ENR, proto není triclosanem takto ovlivněn. Některé druhy bakterií si mohou vyvinout nízkoúrovňovou rezistenci na triclosan mutací genu FabI, která snižuje účinek triclosanu na vazbu ENR-NAD+, jak se ukázalo u bakterií Escherichia coli a Staphylococcus aureus. Jiným způsobem, jak mohou tyto bakterie získat nízkoúrovňovou rezistenci, je zvýšená exprese FabI. Některé bakterie mají vrozenou rezistenci na triclosan, například Pseudomonas aeruginosa, která má vícelátkové odtokové pumpy, které "vyčerpávají" triclosan ven z buňky. Jiné bakterie, například z rodu Bacillus, mají alternativní FabI geny (FabK), na které se triclosan neváže, a proto jsou tyto bakterie méně citlivé na triclosan.

## Tvorba dioxinů v povrchových vodách
Používáním triclosanu v antibakteriálních výrobcích pro domácnost se tato chemikálie dostává do povrchových vod, kde může tvořit dioxiny. Dioxinové sloučeniny, které vznikají rozkladem triclosanu slunečním zářením, byly ukázány ve studii vědců z Virginia Tech s tím, že není důvod k obavám o veřejné zdraví. Dioxin není jedna sloučenina, je to rodina sloučenin široké škály toxicity. Z 210 členů rodiny dioxinů a furanů jen 17 je považováno za nebezpečné pro zdraví.

## Problematika rezistence
Článek v časopisu Nature z 6. srpna 1998, jehož spoluautorem byl Dr. Stuart Levy varoval, že nadužívání triclosanu může u bakterií způsobit rozvoj antibiotické rezistence, v zásadě stejnou cestou jako u antibiotik, a to na základě spekulace, že se triclosan chová jako antibiotikum. Na základě této spekulace napsal v roce 2003 Sunday Herald, že se některé britské supermarkety a jiní prodejci rozhodli ukončit prodej výrobků obsahujících triclosan. V roce 2017 byl však potvrzen možný mechanismus k vytvoření rezistence. Triclosan je neúčinný a bakterie navíc získávají rezistenci.
Ukázalo se však také, že laboratorní metoda použitá Dr. Levym nebyla efektivní v predikci bakteriální rezistence na biocidy jako triclosan. Tato informace byla založena na práci Dr. Petera Gilberta z Velké Británie, jehož výzkum byl ale podporován firmou Procter & Gamble . V nejméně sedmi recenzovaných a publikovaných studií (včetně jedné studie, na níž se podílel i Dr. Levy a která byla publikována v srpnu 2004 v Antimicrobial Agents and Chemotherapy) bylo ukázáno, že triclosan není významně spojen s bakteriální rezistencí jako takovou.[zdroj?]
Určitá úroveň rezistence na triclosan se může u některých mikroorganismů objevit, ale větší obavy jsou z potenciální křížové rezistence nebo korezistence na jiné antimikrobiální látky. Studie zkoumající tuto možnost proběhly zatím jen v omezené míře. Získání křížové rezistence je však také možné.

## Vliv na zdraví
Některé zprávy naznačily, že triclosan může ve vodovodní vodě reagovat s chlorem za vzniku chloroformu, který je klasifikován EPA jako pravděpodobný karcinogen. Výsledkem je, že se triclosan stal ve Velké Británii cílem varování ohledně rakoviny, přestože studie ukázaly, že množství vznikajícího chloroformu je menší, než množství běžně přítomné v chlorovaných pitných vodách.
Triclosan reaguje s volným chlorem ve vodě také za vzniku menších množství dalších sloučenin, například 2,4-dichlorfenolu. Většina z těchto látek přechází při expozici UV záření (ze Slunce nebo jiných zdrojů) v dioxiny. Přestože vznikají jen malá množství dioxinů, jsou ohledně toho velké obavy, protože dioxiny jsou extrémně jedovaté a jsou to velmi silné endokrinní disruptory. Jsou také chemicky velmi stabilní, takže se z těla eliminují velmi pomalu (mohou se akumulovat na nebezpečné úrovně) a přetrvávají v životním prostředí velmi dlouho. Dioxin však není jediná sloučenina, je to skupina sloučenin s širokým rozsahem toxicity. Dioxiny, které vznikají při rozkladu triclosanu slunečním zářením, nejsou zdraví nebezpečné.
Triclosan je do značné míry chemicky podobný k dioxinové třídě sloučenin. Jeho výroba vede ke vzniku malých množství zbytkových polychlorovaných dioxinů a polychlorovaných furanů, které jsou pak v malém množství obsaženy ve výrobcích s triclosanem.
Studie z roku 2006 zjistila, že malé dávky triclosanu působí u severoamerického skokana volského jako endokrinní disruptor. Hypotéza předpokládá, že triclosan blokuje metabolismus hormonu štítné žlázy, protože se chemicky podobá tomuto hormonu, váže se na hormonální receptory a blokuje je, takže normální hormony neúčinkují. Triclosan byl také nalezen jak ve žluči ryb žijících ve vodních tocích pod čistírnami odpadních vod, tak v lidském mateřském mléce Negativní účinky triclosanu na životní prostředí a jeho sporné přínosy v pastách na zuby vedly k tomu, že Švédská společnost pro ochranu přírody (Naturskyddsföreningen) nedoporučuje triclosan v zubních pastách používat.
Triclosan se běžně používá v mnoha výrobcích pro domácnost, jako je například Clearasil Daily Face Wash, ústní voda Dentyl, Dawn, výrobky řady Colgate Total, Crest Cavity Protection, Softsoap, Dial, deodorant Right Guard, Sensodyne Total Care, Old Spice nebo Mentadent.
V současné době musejí výrobci ve Spojených státech uvádět na výrobcích, že obsahují triclosan.
ADA (American Dental Association) publikovala reakci na obavy vyvolané studií Virginia, s tím, že triclosan obsažený v pastě na zuby není významný.
V jedné studii nedávno přijaté k publikaci v časopisu Environmental Health Perspectives a zveřejněné na webu, se Isaac Pessah, PhD, ředitel U.C. Davis Children's Center for Environmental Health, podíval na to, jak může triclosan ovlivňovat mozek. Studie zjistila, že se chemikálie navázala na speciální "receptorové" molekuly na povrchu buněk. To zvyšuje hladinu vápníku v buňce. Buňky s příliš vysokou hladinou vápníku jsou přebuzené. V mozku toto přebuzení (nadměrná excitace) může vést k nerovnováze, která má dopady na duševní vývoj. Někteří lidé mohou mít zmutované geny, které usnadňují vazbu triclosanu na jejich buňky. Proto mohou být citlivější na tyto účinky triclosanu.
Výsledky studie prováděné v USA v letech 2003–2006 a publikované v listopadu 2010 nasvědčují tomu, že má triclosan (a podobně také bisfenol A) negativní účinky na fungování imunitního systému člověka. Podle závěrů této studie bude žádoucí prozkoumat mechanismy, které se těchto účincích podílejí a také jaké expozice (z hlediska množství a času) mají významný vliv na imunitní systém a na náchylnost k nemocem (a jejich vážnost) v pozdějších obdobích lidského života.
18. srpna 2014 přinesla The Lip TV zprávu o tom, že triclosan (konkrétně v souvislosti se zubní pastou Colgate Total) je podle nálezů americké FDA spojován s rakovinou. Tento hoax se však vyskytl již roku 2005.

## Alternativy
Důkladná analýza University of Oregon School of Public Health ukázala, že obyčejná mýdla jsou stejně účinná při odstraňování bakterií z rukou a prevenci onemocnění, jako antibakteriální mýdla s triclosanem.
Přidávání triclosanu do mýdla na ruce bylo dříve považováno za výhodu. Rozrušení vosků a olejů čistým mýdlem určitou dobu trvá, proto velmi rychlá aplikace a okamžité opláchnutí mýdla nemusí být dostatečné k odstranění bakterií chráněných tlustou vrstvou vosku. Triclosan měl být užitečný v tom, že zůstává na rukou po opláchnutí jako zbytkový film a měl pokračovat v ničení bakterií, ale zkouškami bylo prokázáno, že by musely být ruce v roztoku mnoho hodin, aby se významněji ovlivnilo množství bakterií.
Roztok přibližně 70% ethanolu je vysoce účinný v ničení bakterií. Tyto roztoky jsou nyní dostupné v mnoha čističích na ruce a nejčastěji se prodávají jako "sanitizér rukou".
Anorganická antibiotika a biocidy, například stříbrné nebo měďnaté ionty nebo nanočástice, jsou účinnými alternativami triclosanu.